# L'Empreinte du mal
 (avril 2011).
Si vous disposez d'ouvrages ou d'articles de référence ou si vous connaissez des sites web de qualité traitant du thème abordé ici, merci de compléter l'article en donnant les références utiles à sa vérifiabilité et en les liant à la section « Notes et références ».
L'Empreinte du mal (悪性 －アクサガ－, Akusaga) est un shōjo manga écrit par Aya Kanno aussi auteure du manga Otomen. La série est composée de deux tomes.

## Informations générales
Ce manga est un shojo, du genre suspense et science-fiction. Il est paru chez Hakusensha au Japon en 2005 sous le nom Akusaga et en prépublicaton sous le titre Hana to yume. La série se tient en deux volumes en noir et blanc et est conseillée à des lecteurs de plus de quatorze ans. Il est sorti en France chez Delcourt.

## Résumé
Aya Kanno nous fait entrer dans un monde où la république militaire du Galley règne sur la surface du globe. En effet, il y a de cela vingt ans qu'elle a conquis l'Amata, un des derniers pays qui résistait. La république de Galley exerce une tyrannie intellectuelle, les libertés sont réduites. La persécution est omniprésente, plus aucune poche de résistance n'a les moyens et le courage de faire face.
Dans cet univers, évolue un jeune homme répondant au nom de Zen, un assassin et braqueur de banque. Il est froid, sans pitié, en n'a aucun respect pour la vie humaine. Rien ne peut l'arrêter car il sait que le mal fait partie de lui malgré la perte de son passé.

## Personnages

### Zen
C'est un jeune homme au physique avantageux mais c'est également un assassin et un braqueur de banque recherché. Sa tête est mise à prix pour une forte somme, tout le monde connaît son nom. Il agit sans pitié et n'hésite pas à tuer les gens sans raison valable. Il ne se soucie pas des vies humaines, car il ne les apprécie pas forcément. Il ne recule devant rien ni personne.
Dans le premier volume, on fait la rencontre de ce personnage. On découvre sa vie faite de meurtres, de violences et de méfaits. Il dit lui-même que depuis son réveil, il y a vingt ans, il ne se souvient plus de son passé mais sait juste qu'il possède le mal. Il fait la connaissance de Russo, qui va être son complice avant de se faire tuer par Zen, puis par une coïncidence il monte dans la voiture de la fille du Maréchal et décide de l'enlever. Puis il fait la rencontre d'Hakka, un médecin qui le recueille.
Dans le second volume, on va vraiment se concentrer sur la recherche du passé de Zen. Il est accompagné d'Hakka. Ils vont à la rencontre de la "grande sœur" de Zen, elle est celle qui l'a sauvé et donné pour nom Zen. Puis on fait la connaissance plus approfondie du Colonel qui va enfin dévoiler toute la vérité. Le vrai nom de Zen est en fait un numéro, il est le numéro zéro faisant partie d'un corps d'élite de l'armée où ils étaient modifiés médicalement pour augmenter leurs capacités. On apprend alors que Zen a décimé tous ses camarades. Et ainsi on découvre que le gentil docteur Hakka est le médecin qui pratiquait les modifications.

### Hakka
Zen trouve refuge chez lui après l'assassinat de Maka qui se disputait l'enlèvement de la fille du Maréchal avec Zen. Hakka est son beau-frère, il garde Zen en sécurité au sous-sol mais les villageois vont le découvrir et reconnaitre le "fameux Zen". L'armée prend possession du village, Zen et son nouveau compagnon décident de libérer les villageois et de s'enfuir. Ils partent libérer les compagnons de Maka. Puis ils décident de partir à la recherche du passé de Zen. Finalement on apprend qu'Hakka est le docteur Jeno Bigins qui était le médecin qui a modifié les soldats pour qu'ils ne soient plus vraiment humains. On apprend aussi que par vengeance qu'il avait conditionné Zen, pour que lorsqu'il prononce la phrase:"Nous nous retrouverons en vie", Zen se met à tuer tout militaire de l'armée du Galley. Il finit par se tuer avec une grenade.

### Le Colonel
C'est lui qui était responsable du corps d'élite dont faisait partie Zen. Il est lui aussi modifié. C'est lui qui apprend la vérité à Zen et lui permet ainsi de retrouver la mémoire. On apprend qu'il est finalement un militaire corrompu qui compte renverser le gouvernement.

### Mademoiselle Lîn
Elle est la fille du maréchal. Elle est aveugle et a toujours vécu enfermée. Elle fait la rencontre de Zen quand celui-ci l'enlève sans savoir qui elle est au début. À la suite de cette rencontre elle voue une admiration à Zen et décide de casser le monde qu'on lui a fabriqué. C'est pour cela qu'elle est sur place quand ont lieu les révélations du passé de Zen et donc de son père.

### Russo
C'est un chasseur de primes reconnu pour sa valeur qui adore la sensation de domination qu'il peut exercer grâce à son métier. Il décide de prendre en chasse Zen. Mais finalement il se trouvera mêlé aux méfaits de ce dernier. Il sait qu'il doit le tuer mais il n'a jamais réussi à le faire. Car avec sa proie il connait des sensations qui lui étaient inconnues. Il finit par mourir de la main de Zen qui ignorait la véritable nature de son complice mais il l'a tué pour pouvoir sauver sa peau d'un autre chasseur de primes.

### La grande sœur
Elle n'a pas de véritable liens familiaux avec Zen mais elle dirigeait un groupe de rebelles exclusivement composé de femmes, les Zendo, lorsqu'elle l'a trouvé quasiment mort. Elle l'a recueilli puis elle et ses camarades lui donnent le nom de Zen; car il n'avait pu prononcer que deux lettres qu'elles lui avaient demandé son nom, Z-E. Elles le nomment aussi ainsi en hommage au début du nom de leur groupe. Il retourne chez elle pour essayer de retrouver son passé.

### Kirie
C'est un militaire qui était chargé de retrouver Zen, il est aussi le fiancé de Mademoiselle Lîn. Il a laissé échapper Zen plusieurs fois. Il donne donc sa démission mais le Colonel le charge de retrouver Zen et de l'amener vivant à l'ancienne base du corps d'armée de ce dernier. C'est finalement Zen qui tient en hommage cet ex-militaire. Il est accompagné de sa fiancée.

### Le Maréchal
C'est le chef de La République du Galley et le père de Mademoiselle Lîn. On ne le voit jamais mais c'est lui qui est à l'origine du passé de Zen car il a créé ce corps d'armée d'élite. Finalement Hakka, Zen et le Colonel ainsi que d'autres personnes sont les victimes de cet homme et veulent venger ceux qu'ils ont perdu par sa faute.

## Sources
- Manga-news
- Crunchyscan